# Marans, Maine-et-Loire

Marans este o comună în departamentul Maine-et-Loire, Franța. În 2009 avea o populație de 499 de locuitori.